# Piper redactum
Piper redactum är en pepparväxtart som beskrevs av William Trelease. Piper redactum ingår i släktet Piper och familjen pepparväxter. Inga underarter finns listade i Catalogue of Life.